# Entorrhizaceae
Entorrhizaceae är en familj av svampar. Entorrhizaceae ingår i ordningen Entorrhizales, klassen Entorrhizomycetes, divisionen basidiesvampar och riket svampar.
| Entorrhizaceae | \| \| Entorrhiza \| \| \| \| \| \| Talbotiomyces \| \| \| \| |
|                | \| \| Entorrhiza \| \| \| \| \| \| Talbotiomyces \| \| \| \| |
|                | Entorrhiza                                                   |
|                |                                                              |
|                | Talbotiomyces                                                |
|                |                                                              |

|  | Entorrhiza    |
|  |               |
|  | Talbotiomyces |
|  |               |